# Valkeala

Wappen der ehemaligen Gemeinde Valkeala

Valkeala [ˈvɑlkɛɑlɑ] ist eine ehemalige Gemeinde im Süden Finnlands und heute ein Teil der Stadt Kouvola.
Valkeala liegt im Norden der Landschaft Kymenlaakso im südlichen Finnland. Die Gemeinde Valkeala hatte eine Einwohnerzahl von zuletzt 11.656 und umfasste ein ausgedehntes Gebiet von 1003,7 km². Die Gegend von Valkeala ist ländlich geprägt und reich an Seen: Im ehemaligen Gemeindegebiet finden sich 246 Seen von über zwei Hektarn Größe, insgesamt bestehen knapp 15 % der Fläche aus Gewässern. Zum Gebiet der ehemaligen Gemeinde gehört auch ein Teil des Nationalparks Repovesi.
Valkeala wurde 1614 zu einer Kapellengemeinde von Iitti, 1640 dann zu einem eigenständigen Kirchspiel. Zum Jahresbeginn 2009 wurde Valkeala zusammen mit Anjalankoski, Kuusankoski, Jaala und Elimäki in die Stadt Kouvola eingemeindet.
Von 1998 bis 2009 war das bis dahin eigenständige Valkeala Partnerstadt der deutschen Stadt Güstrow.

## Partnerstadt
- Güstrow, (Mecklenburg-Vorpommern), von 1998 bis zum Jahr 2009[4]

## Söhne und Töchter
- Eino Rastas (1894–1965), Langstreckenläufer
- Erkki Pale (1906–2003), Mathematiker, Kryptoanalytiker und Manager
- Arvo Askola (1909–1975), Langstreckenläufer
- Elina Knihtilä (* 1971), Schauspielerin und Synchronsprecherin